# Baronet Cable-Alexander
Baronet Alexander později Cable-Alexander je baronetský titul ve Spojeném království. Byl vytvořen 11. prosince 1809 pro Williama Alexandera, Lorda Mayor of Dublin. Tato větev irské rodiny Alexander pochází od Williama Alexandera, který byl bratrem Nathaniela Alexandera, předka hrabat z Caledonu a hrabat Alexander z Tunisu.
K roku 2013 nebyla u současného baroneta prokázána jeho posloupnost.

## Seznam baronetů
- William Alexander (1743–1809)
- Robert Alexander (1769–1859)
- William Alexander (1797–1873)
- John Wallace Alexander (1800–1888)
- William Ferdinand Alexander (1845–1896)
- Lionel Cecil Alexander (1885–1956)
- Desmond William Lionel Cable-Alexander (1919–1986)
- Desmond William Cable-Alexander (nar. 1936)

Současným dědicem je Fergus William Antony Cable-Alexander (nar. 1981)